# John Wentworth (Gouverneur)

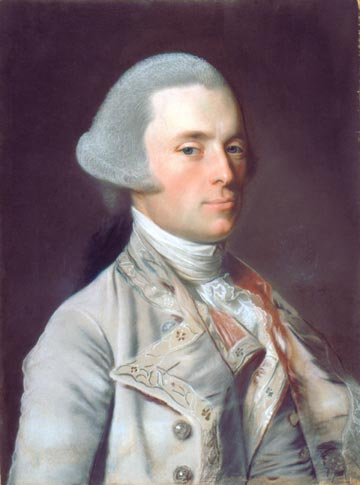
John Wentworth, 1769

Sir John Wentworth, 1. Baronet (* 9. August 1737 in Portsmouth, New Hampshire; † 8. April 1820 in Halifax, Nova Scotia) war britischer Kolonialgouverneur von New Hampshire und Nova Scotia.
Die kanadische Bundesregierung erklärte Wentworth am 18. Mai 1974 zu einer „Person von nationaler historischer Bedeutung“.

## Werdegang
John Wentworth graduierte 1755 mit einem Bachelor of Arts und 1758 mit einem Master of Arts am Harvard College. Er folgte 1767 seinem Onkel, Benning Wentworth, als Gouverneur von New Hampshire. Während seiner Amtszeit war er aktiv an der Gründung des Dartmouth College beteiligt. Obwohl er generell Verständnis für die Kolonisten aufbrachte, blieb er der Krone loyal, so dass er schlussendlich New Hampshire 1775 verlassen musste. Nach dem Amerikanischen Unabhängigkeitskrieg war er von 1792 bis 1808 Gouverneur von Nova Scotia. Er versuchte erfolglos, die einheimischen Mi’kmaq zu unterstützen und veranlasste 1796 die Ansiedlung der Trelawney Town Maroons von Jamaika auf Nova Scotia. Er versuchte auch die Situation der einheimischen Mi’kmaq zu verbessern.
Am 16. Mai 1795 wurde er zum erblichen Baronet, of Parlut in the County of Lincoln, erhoben.
Aus der Ehe mit seiner Cousine Frances Deering († 1813), Witwe von Theodore Atkinson und Geliebte von Prinz William, hatte er einen Sohn, Charles Mary Wentworth (1775–1844), der ihn als 2. Baronet beerbte. Außerdem hatte er ein Kind mit einer der Trelawney Town Maroons.